# Martin van Cleve
Martin van Cleve l'Ancien, Martin van Cleef ou Marten I van Cleve, né à Anvers en 1527 et y décédé en 1581, est un peintre flamand de scènes religieuses et de scènes de genre de la Renaissance.

## L'Œuvre peint
- Grand intérieur de paysans (vers 1565/1560, Vienne, Kunsthistorisches Museum)
- Combat entre paysans et soldats (vers 1565/1570, Vienne, Kunsthistorisches Museum)
- Lépreux mendiant le lundi perdu (signé et daté 1579, Saint-Pétersbourg, Musée de l'Ermitage)
- Jeune mariée accompagnée jusqu'au lit de noces (signé et daté 1580, Oberschleißheim)
- Le Roi boit
- Massacre des Innocents,
- Noces en plein air
- Jeux d'enfants
- Bagarre entre des paysans et un pèlerin (Musée national de Wrocław)